# Christophe Adimou
Christophe Adimou (* 12. Januar 1916 in Cana, Benin; † 8. Juli 1998 in Cotonou) war Erzbischof von Cotonou.

## Leben
Christophe Adimou empfing nach dem Studium der katholischen Theologie und Philosophie am 14. Januar 1951 das Sakrament der Priesterweihe. Von 1958 bis 1960 war Christophe Adimou Chefredakteur der beninischen Kirchenzeitung La Croix du Bénin.
Am 11. März 1968 ernannte ihn Papst Paul VI. zum ersten Bischof von Lokossa. Der Erzbischof von Cotonou, Bernardin Gantin, spendete ihm am 25. Juli desselben Jahres die Bischofsweihe; Mitkonsekratoren waren der Bischof von Abomey, Lucien Monsi-Agboka, und der Bischof von Atakpamé, Bernard Oguki-Atakpah.
Am 28. Juni 1971 bestellte ihn Paul VI. zum Erzbischof von Cotonou. Papst Johannes Paul II. nahm am 27. Dezember 1990 das von Christophe Adimou aus Altersgründen vorgebrachte Rücktrittsgesuch an.
Von 1972 bis 1991 war Christophe Adimou zusätzlich Präsident der Bischofskonferenz von Benin.